# Alessandro Fantozzi
Alessandro Fantozzi, né le 17 mars 1961, à Livourne, en Italie, est un ancien joueur de basket-ball italien. Il évolue au poste de meneur.

## Palmarès
- Finaliste du championnat d'Europe 1991
- Coupe Korać 1992